# 大統領のカウントダウン
『大統領のカウントダウン』（英題COUNT DOWN、原題Личный Номер）は、2004年にロシアで公開された映画。

## キャスト
- アレクセイ・マカロフ
- ルイーズ・ロンバード
- ジョン・エイモス
- ヴァチェスラフ・ラズベガーエフ
- ユーリ・ツリロ
- マリア・ゴルブキナ
- イゴール・パゼンコ
- ヴィクトル・ヴェルジュビツキー
- ラミーリ・サビトフ